# Lo Perxe de Ca Borràs
Lo Perxe de Ca Borràs és una obra de la Torre de l'Espanyol (Ribera d'Ebre) inclosa a l'Inventari del Patrimoni Arquitectònic de Catalunya.

## Descripció
Situat en el centre històric de la població, a la confluència del carrer de Catalunya i el carrer de Baix. Constituïa la porta d'entrada a la població pel sector de migdia, i es trobava construït a la planta baixa d'un edifici entre mitgeres. A tramuntana s'obre amb un portal d'arc de mig punt de pedra que, tal com consta inscrit a la clau, va ser incorporat l'any 1903. El sostre es troba suportat amb bigues de fusta.